# Frankfurter Arje Júda Léb
Frankfurter Arje Júda Léb (Krakkó, ? – Nagymarton, 1736) rabbi.

## Élete
Nagymartoni főrabbi volt. Krakkóban született, ahol apja, Frankfurter Joszef Sámuel, a későbbi híres frankfurti rabbi, a rabbiság egyik kiváló tagja volt. Frankfurter Frankfurtban tevékenykedett. 1714-ben  megkezdte a Talmud kiadását Amszterdamban. Ez a jelentékeny vállalkozás felülmúlta az addigiakat, mert kiváló tudósok gondosan átnézett glosszáit csatolta hozzá. A Talmud-szöveget ő és apja nézték át. A vállalkozást nem tudta azonban Amszterdamban befejezni, mert Gottschall Michael berlini kiadó hatóságilag betiltatta egy császári okirat alapján, melyet még 1710. szerzett meg. Két befolyásos közbenjárója, Wertheimer Sámson és Halberstatt Berman révén sikerült kieszközölni, hogy Frankfurter a Talmud kiadását nem Amszterdamban, hanem Frankfurtban befejezhesse. Az óriási munkát két év alatt, 1720 és 1722 közt elvégezte. 1730-ban Magyarországra költözött s elfoglalta a régi és tekintélyes Nagymarton hitközségének főrabbi-székét. Ő a Frankfurter-család őse, így Frankfurter Salamon bécsi egyetemi tanárnak, az Egyetemi Könyvtár volt igazgatójának is.